# Тропинин, Арсений Васильевич
Арсений Васильевич Тропинин (1809 — 6 октября 1885) — сын знаменитого русского портретиста Василия Андреевича Тропинина, также ставший художником.
Видимо, являлся учеником своего отца. Был крепостным графа Ираклия Ивановича Моркова. Известно, что он, как и его мать, получил вольную на 5 лет позже, чем отец (который был освобождён в 1823-м), т.е. в 19-летнем возрасте.
Получил звание неклассного художника портретной живописи за копии картин своего отца — «Гитарист» и «Белошвейка» (и другие картины).

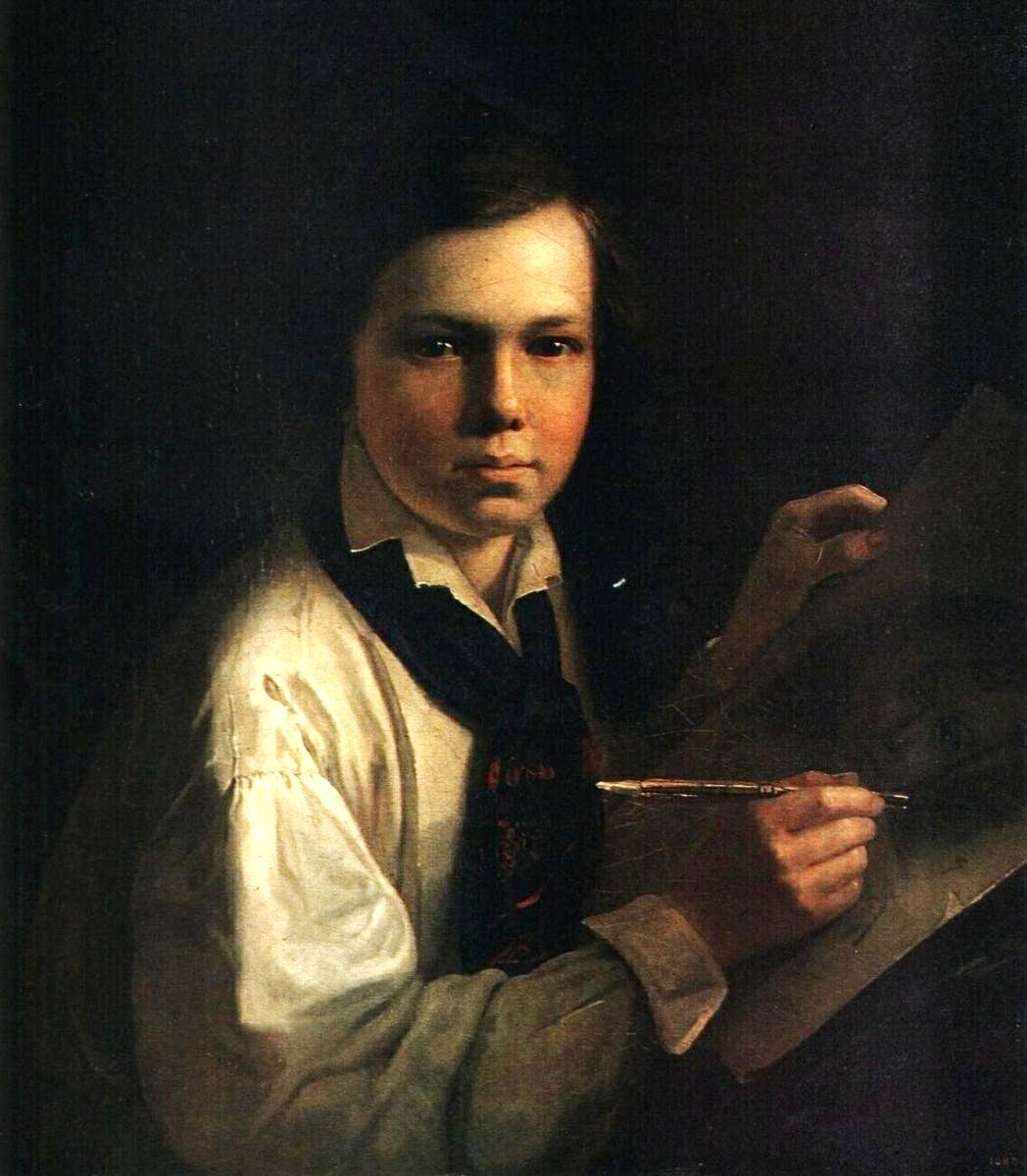
Василий Андреевич Тропинин. Портрет сына художника за мольбертом (1820-е)

3 марта 1856 года Императорская Академия Художеств «по прошению Василия Тропинина, при котором представляет написанные сыном его Арсением две копии, изображающие 1-я гитариста, 2-я белошвейку и просит об удостоянии его по оным звания художника живописи, определено: сына академика, Арсения, по представленным копиям и другим известным работам с натуры, удостоить звания неклассного художника по живописи портретной».